# Solenoppia travei
Solenoppia travei är en kvalsterart som beskrevs av Hammer 1968. Solenoppia travei ingår i släktet Solenoppia och familjen Oppiidae. Inga underarter finns listade i Catalogue of Life.